# Gustav Flatow
Gustav Felix Flatow (7 de enero de 1875 - 29 de enero de 1945) fue un gimnasta alemán que compitió en los Juegos Olímpicos de Atenas de 1896.
Gustav Flatow nació en Kościerzyna, Prusia Occidental (Alemania) en 1875 y en 1892 se trasladó a Berlín.
Flatow compitió en las modalidades individuales de barras paralelas, barra fija, caballo con arcos, anillas y salto en potro. A diferencia de su primo y compañero de equipo, Alfred Flatow, no logró ninguna medalla individual en los Juegos. En la competición por equipos, logró con la selección alemana dos medallas de oro en barras paralelas y barra fija. 
Tanto Gustav como su primo Alfred fueron víctimas del holocausto nazi en el campo de concentración de Theresienstadt.